# Anasazi (The X-Files)
«Anasazi» es el vigesimoquinto episodio de la segunda temporada de la serie de televisión estadounidense de ciencia ficción The X-Files. Se estrenó en la cadena Fox el 19 de mayo de 1995. Fue escrito por el creador de la serie Chris Carter basado en una historia que desarrolló con el actor principal David Duchovny. El episodio fue dirigido por R. W. Goodwin y contó con apariciones especiales de Peter Donat, Nicholas Lea, Mitch Pileggi y Floyd Red Crow Westerman. El episodio ayudó a explorar la mitología general o la historia ficticia de The X-Files. «Anasazi» obtuvo una calificación Nielsen de 10,1, siendo visto por 9,6 millones de hogares en su transmisión inicial; y recibió críticas positivas de los críticos.
El programa se centra en los agentes especiales del FBI Fox Mulder (David Duchovny) y Dana Scully (Gillian Anderson) que trabajan en casos relacionados con lo paranormal, llamados expedientes X. En este episodio, Mulder y Scully obtienen una cinta que contiene archivos gubernamentales clasificados e intentan descifrar su contenido. Mientras tanto, la salud mental de Mulder comienza a deteriorarse y se descubre un cadáver misterioso en una reserva de Nuevo México. «Anasazi» es parte de una historia de tres episodios, y la trama continúa en los episodios de la tercera temporada «The Blessing Way» y «Paper Clip».
El creador de la serie Chris Carter trabajó en estrecha colaboración con la estrella de la serie David Duchovny, quien comparte un crédito de la historia con Carter para el episodio. Debido a que la serie se filmó en Vancouver, los productores pintaron una cantera en desuso en Vancouver con 1 600 galones estadounidenses (6 100 litros) de pintura roja y también combinaron imágenes tomadas en Nuevo México y un cielo azul para que se presentara la cantera de roca de Nuevo México en el episodio.

## Argumento
En el desierto de una reserva india navajo en Nuevo México, un adolescente se encuentra con un vagón enterrado en el suelo. Recupera el cadáver de una figura extraterrestre del furgón, lo lleva de vuelta a la reserva y se lo presenta a los residentes, incluido un anciano navajo llamado Albert Hosteen.
Poco después, Kenneth Soona, un hacker conocido como «El Pensador», irrumpe en la base de datos del Departamento de Defensa y descarga archivos secretos relacionados con la vida extraterrestre, e introduce dichos datos en una cinta digital. A continuación, en la sede de las Naciones Unidas un funcionario italiano entra en el despacho de un superior y le dice a éste que alguien consiguió entrar en la base de datos del Departamento de Defensa de Estados Unidos y obtuvo los «Documentos MJ». Entonces el funcionario superior italiano llama por teléfono a quien parece ser otro funcionario, pero de Asia Oriental (probablemente de China, Japón o Corea). También se ve a un funcionario ruso hablando por teléfono con el fumador. Cuando el Sindicato, un grupo secreto de funcionarios del gobierno, se entera de la brecha de acceso en la base de datos, el fumador les dice que ya ha resuelto el asunto, aunque esto es mentira; de hecho, la notificación de tal desarrollo fue «la llamada telefónica que [él] nunca quiso recibir». Los pistoleros solitarios visitan a Mulder y le informan que Soona quiere reunirse con él y son interrumpidos por el sonido de un disparo. Cuando Mulder sale al pasillo de su apartamento para investigar, descubre que uno de sus vecinos le disparó a su esposo.
Soona le entrega la cinta digital a Mulder en una reunión discreta en un parque. Un Mulder emocionado regresa a la sede del FBI, solo para descubrir que la cinta está encriptada. Scully cree que el cifrado se basa en el idioma navajo y toma la cinta para investigar. Cuando Skinner llama a Mulder a su oficina para interrogarlo sobre la cinta, Mulder lo ataca físicamente. Scully es llevada ante un panel del FBI dirigido por Skinner y es interrogada sobre las acciones de Mulder. A Scully se le dice que Mulder enfrenta el despido del FBI y que ella sufrirá un castigo similar si les mintió.
En Martha's Vineyard, el fumador visita al padre de Mulder, Bill, y le informa de la probable posesión de la cinta por parte de su hijo. Scully se encuentra con un traductor navajo, quien la remite a un hablador de códigos. Llaman a Mulder para que vea a Bill; cuando Scully llega a su apartamento, una bala la roza a través de su ventana. Cuando Mulder llega a la residencia de Bill, su padre se prepara para revelar la verdad sobre todo. Sin embargo, Bill recibe un disparo y es herido de muerte por Alex Krycek. Cuando Mulder contacta a Scully, ella le dice que huya de la escena. Después de que Mulder llega a su apartamento, Scully le quita el arma mientras él duerme.
Scully lleva el arma al FBI para compararla con la bala que mató a Bill. Cuando Mulder despierta, se enfada y sospecha de Scully. Más tarde, al regresar a su edificio, Scully descubre que su agua está contaminada. Cuando Mulder entra en su edificio, ve a Krycek, a quien desarma y se prepara para matar. Sin embargo, Scully le dispara para evitar que lo haga, lo que permite que Krycek escape. Scully trae a Mulder inconsciente a Nuevo México y, cuando se despierta, revela que su comportamiento fue causado por una droga colocada en su suministro de agua y que ella le disparó porque si hubiera matado a Krycek, habría sido más difícil probar su inocencia en la muerte de su padre. Luego le presenta a Hosteen, quien ha estado traduciendo los archivos de la cinta.
Scully revela que la cinta contiene información sobre ella y Duane Barry. Hosteen le presenta a Mulder a su nieto, quien lo lleva al vagón enterrado. Justo antes de que Mulder entre, es llamado por el fumador, quien puede rastrear la ubicación de Mulder a través de la llamada. Mulder se dirige al interior del furgón y encuentra una pila de criaturas muertas, cada una con cicatrices de vacunas contra la viruela en los brazos. El fumador llega en helicóptero con ocho comandos armados y, al no encontrar a Mulder adentro, ordena que se queme el vagón.

## Producción
El creador de la serie Chris Carter dijo sobre la creación del episodio «fue la culminación de muchas ideas. Generalmente, cuando le presentamos historias al personal, todos comentan sobre ellas, y Darin Morgan describió el episodio como un fregadero porque tenía demasiado en él y no sabía como íbamos a meterlo todo. Pero estoy muy orgulloso del guion. David Duchovny y yo trabajamos muy de cerca en la historia, él aportó mucho y entonces me senté a escribir el guion». Sintió que el episodio terminó la temporada de la mejor manera posible, haciendo más preguntas de las que respondió. El episodio trató de crear momentos de suspenso similares a los del final de la temporada anterior, con revelaciones como que el padre de Mulder era parte de la conspiración y luego fue asesinado para «probar que todo puede pasar en The X-Files».
Para crear la cantera de roca de Nuevo México en este episodio, los productores pintaron una cantera en desuso en Vancouver con 6000 litros de pintura roja, y también compusieron imágenes tomadas en Nuevo México y un cielo azul para que pareciera más auténtico. La pintura de la cantera se logró con una serie de grúas y requirió el permiso de grupos ecologistas locales. Cuando las primeras temporadas del programa se relanzaron en pantalla panorámica (16:9) para video doméstico y servicios de'streaming en 2016, este efecto práctico se hizo evidente cuando se veían secciones de cantera gris sin pintar en los bordes del marco que no se podían ver en televisores 4:3 en el momento de la emisión original.
Para crear la impresión de un vagón de tren enterrado, se tuvo que hacer una depresión en el suelo y se retiraron los escombros con treinta y dos camiones de carga. El creador de la serie, Chris Carter, hace un cameo en este episodio como uno de los principales agentes del FBI que interroga a Scully. El lema de este episodio es «Éí 'Aaníígóó 'Áhoot'é», que significa «La verdad está ahí fuera» en navajo.

## Recepción
«Anasazi» se estrenó en la cadena Fox el 19 de mayo de 1995. Este episodio obtuvo una calificación Nielsen de 10,1, con una participación de 18, lo que significa que aproximadamente el 10,1 por ciento de todos los hogares equipados con televisión y el 18 por ciento de los hogares que miraban televisión sintonizaron el episodio. Fue visto por 9,6 millones de hogares.
En una retrospectiva de la segunda temporada en Entertainment Weekly, «Anasazi» recibió una calificación de A, y se la describió como «alucinante aunque frustrante», y se señaló que el episodio «hizo que los fanáticos quisieran saltarse rápidamente el verano». Escribiendo para The A.V. Club, Zack Handlen calificó el episodio con una A−, señalando que el episodio «tiene muchos momentos realmente fuertes» y elogiando la actuación de Duchovny. Sin embargo, sintió que el episodio marcó el punto en el que la mitología general de la serie comenzaría a perder enfoque, y explicó que «es preocupante que, en lugar de responder a los grandes problemas aquí... el programa solo nos da nuevas direcciones». Chris Carter dijo sobre el episodio: «Estoy orgulloso de la forma en que se unió, lo que hizo por la serie y la respuesta abrumadoramente positiva que obtuvo. Estoy muy contento de comenzar la tercera temporada con el lugar donde nos colocó este episodio: y es que planteó más preguntas de las que respondió». Más tarde dijo en 2005 que el episodio despertó mucho interés en el programa debido a la aparente muerte del agente Mulder. El episodio, junto con las otras dos partes del arco de la historia, fueron catalogados simultáneamente como el segundo mejor episodio de la serie por Nina Sordi de Den of Geek. Sordi señaló que la trama «sentó las bases para el arco de la mitología para el resto de la serie», y agregó que «trajo mucha más importancia a lo que está por venir».
Algunos críticos han criticado el tratamiento de los pueblos indígenas y la cultura en el episodio. Mientras escribía una crítica en gran parte positiva del episodio, Jess Camacho de Multiversity Comics argumentó que «Anasazi» es «horrible cuando se trata de tratar con los nativos americanos, específicamente sus conflictos muy válidos con el gobierno de los EE. UU. Realmente ha recurrido a algunos estereotipos y no le va muy bien en el manejo de las cosas». Asimismo, Eleanor Hersey, en un artículo publicado en Journal of Popular Film & Television argumenta que «The X-Files es ciertamente culpable de romantizar y estereotipar a los navajos» en el episodio.